# Ткач, Лев Ефимович
Лев Ефимович Ткач (род. 21 апреля 1953, Кишинёв, Молдавская ССР) — советский и российский музыковед, музыкально-общественный деятель, член Российского союза композиторов.

## Биография
Лев Ефимович Ткач родился в Кишиневе в музыкальной семье. Отец, Ефим Маркович Ткач — молдавский музыковед, музыкальный критик и педагог. Мать, Злата Моисеевна Ткач (Берихман) — молдавский композитор и педагог.

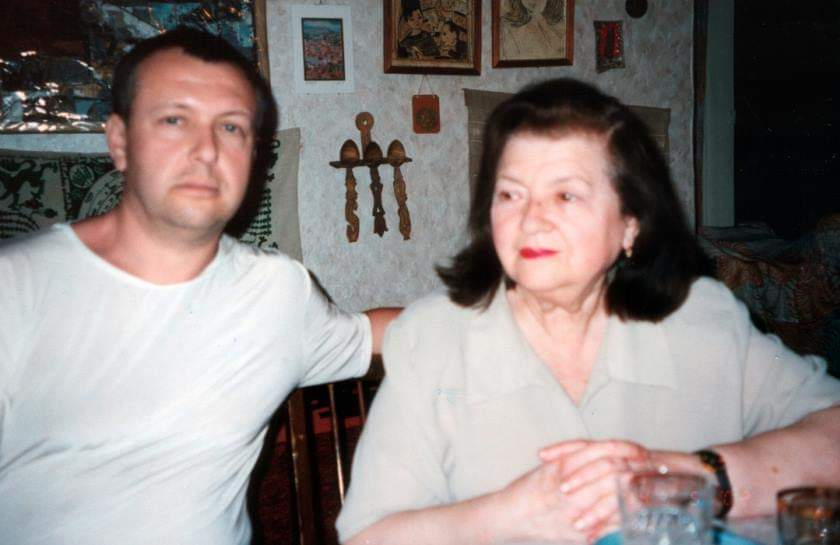
Лев Ткач с матерью

Учился в Средней специальной музыкальной школе (ЦМШ) Молдавской ССР, затем в Московской Государственной консерватории имени П. И. Чайковского на теоретико-композиторском факультете, где он занимался у выдающихся профессоров страны: И. А. Барсовой, Ю. Б. Борева, С. С. Григорьева, Е. Б. Долинской, Г. В. Крауклиса, Е. М. Левашова, В. В. Медушевского, А. И. Кандинского, И. В. Нестьева, Н. С. Николаевой, С. Х. Раппопорт, Н. А. Симаковой, Б. Г. Смолякова, Ю. А. Фортунатова, Ю. Н. Холопова, К. С. Хачатуряна и других. В 1970 году Лев Ефимович начал педагогическую деятельность в ЦМШ Молдавской ССР в качестве преподавателя теоретических дисциплин в младших классах.

Срочную службу в армии (1976—1977 гг.) проходил в Ансамбле песни и пляски Московского военного округа, где пел в составе вокального ансамбля и хора. Создавал аранжировки различных произведений для хора и оркестра, пополнившие репертуар ансамбля.

После окончания Консерватории имени П. И. Чайковского Лев Ефимович приехал по распределению в Кишинев. Здесь он преподавал в музыкальном училище и активно участвовал в культурной и общественной жизни республики, за что и был награждён Почетной грамотой Центрального комитета ЛКСМ Молдавии и Молдавского республиканского совета Профсоюзов. Выступления с лекциями по всей республике, сотрудничество с республиканской прессой, радио и ТВ, освещение всех значительных событий музыкальной жизни республики; вот неполный перечень его творческих устремлений.

Переехав в Москву в 1983 году, Лев Ткач продолжил ранее начатую музыкально-просветительскую деятельность. В течение нескольких десятилетий он участвовал в организации и проведении международных музыкальных фестивалей в СССР, Всесоюзных и Всероссийских съездов, пленумов, фестивалей отечественной музыки, отдельных концертов по всей стране. Регулярно, по следам этих мероприятий, он создавал передачи в отделе Иновещания Всесоюзного радио, публиковался в ежемесячном издании «Информационный бюллетень Союза композиторов СССР», публиковался в прессе.

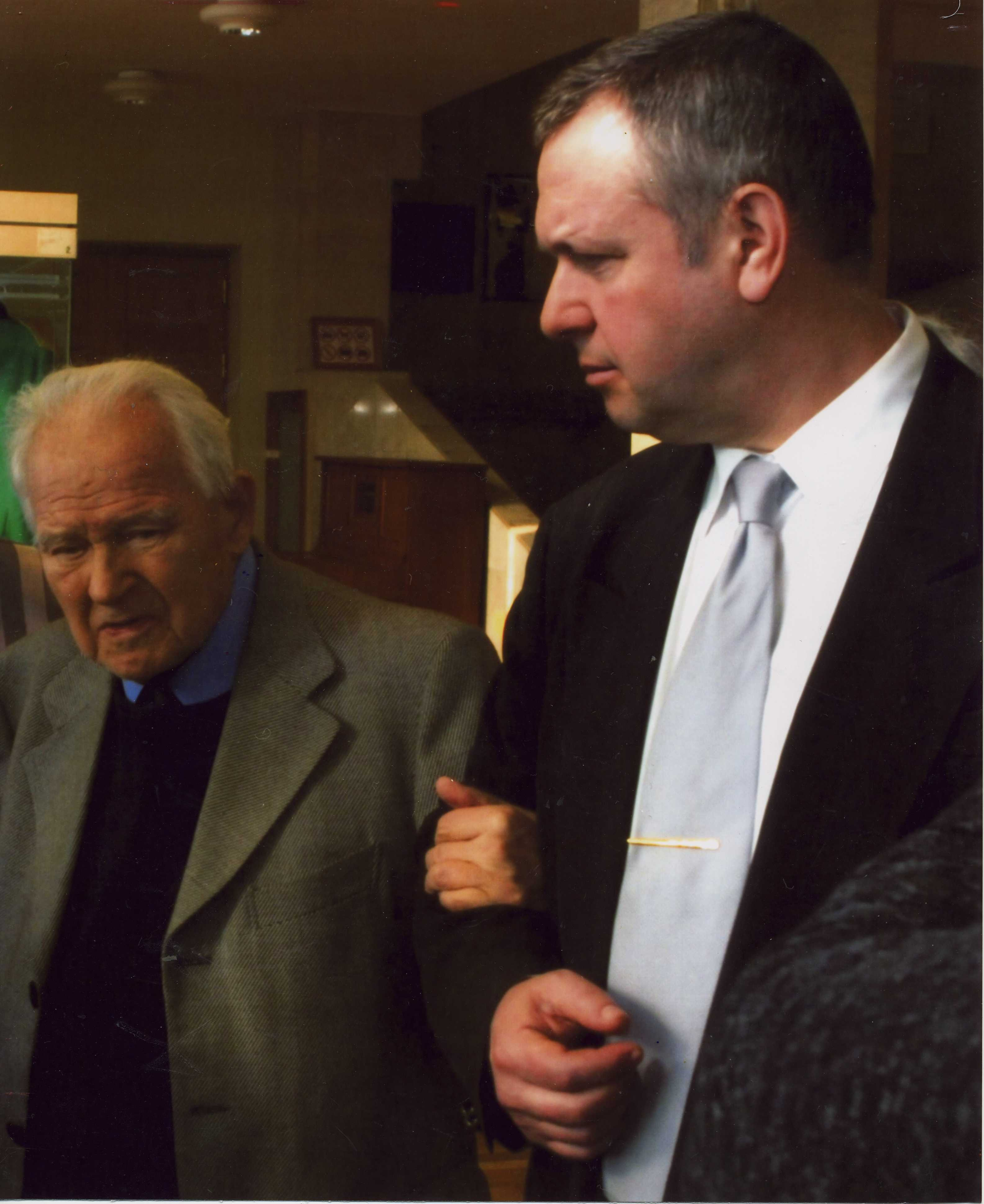
Лев Ткач с композитором Тихоном Хренниковым

Занимал разные должности в сфере культуры: работал в Бюро пропаганды советской музыки, в дальнейшем, Центре музыкальной информации и пропаганды советской музыки (Центрмузинформ) Союза композиторов СССР (старшим редактором, заведующим отделом информации и пресслужбы, концертных программ и и. о. директора). Участвовал в организации и проведении Международных музыкальных фестивалей в СССР. За участие во втором «Музыка за гуманизм, за мир и дружбу между народами» был отмечен руководством Оргкомитета. Работал Ответственным секретарем Оргкомитета Одиннадцатого международного конкурса имени П. И. Чайковского, директором Государственной коллекции уникальных музыкальных (струнных) инструментов, а также советником директора и заведующим музеем «П. И. Чайковский и Москва» (в составе Музея музыкальной культуры имени М. И. Глинки). С 1993 года до 14 августа 2007 года, по сути, являлся помощником — Хренникова Тихона Николаевича.

С 2010 года и по настоящее время преподает теоретические и исторические дисциплины в Детской школе искусств имени И. Ф. Стравинского в районе Москвы — Митино.
«Я давно знаю семью музыкантов, в которой родился Лев Ткач. Воспитанный на лучших традициях творческой музыкальной интеллигенции нашей большой страны, он посвятил отечественной музыкальной культуре всю свою энергию, знания и опыт.» — из отзыва Евгения Доги.
«Дорогим моим верным друзьям Милочке и Леве с вечной благодарностью. Счастье жизни в работе и любви!» — Тихон Хренников.
«Его плодотворную деятельность отличают первоклассное музыкальное образование, высокий профессионализм, объемные знания, богатый опыт и компетентность, человеческая порядочность и обязательность, преданность делу своей жизни» — Е. Б. Долинская.
«Особо хочу отметить деятельность Л. Е. Ткача в должности директора Государственной коллекции уникальных музыкальных инструментов. За короткий срок он сумел наладить и четко организовать работу Федерального учреждения культуры и сделать для него много хорошего и полезного. Так, в частности, он приложил немало усилий и сумел вернуть России утраченную ранее, при распаде СССР, старинную скрипку неизвестного итальянского мастера. (инвентарный номер 454) На этой скрипке, впоследствии, играла моя ученица» — А. Е. Винницкий.
«Лев Ткач является представителем среднего поколения музыковедов, опирающихся на традиции отечественной музыкальной культуры и искусства. Обладая первоклассным музыкальным образованием, богатыми знаниями и творческим потенциалом он много сделал во благо нашего общества.»  —  А. Н. Пахмутова.
«Лев Ефимович Ткач в течение всей своей профессиональной деятельности был непосредственно связан с композиторами нашей страны, Большая и значительная работа, проделанная им внесла реальный вклад в пропаганду музыкальной культуры СССР и России.»  —  А. В. Чайковский.

## Награды

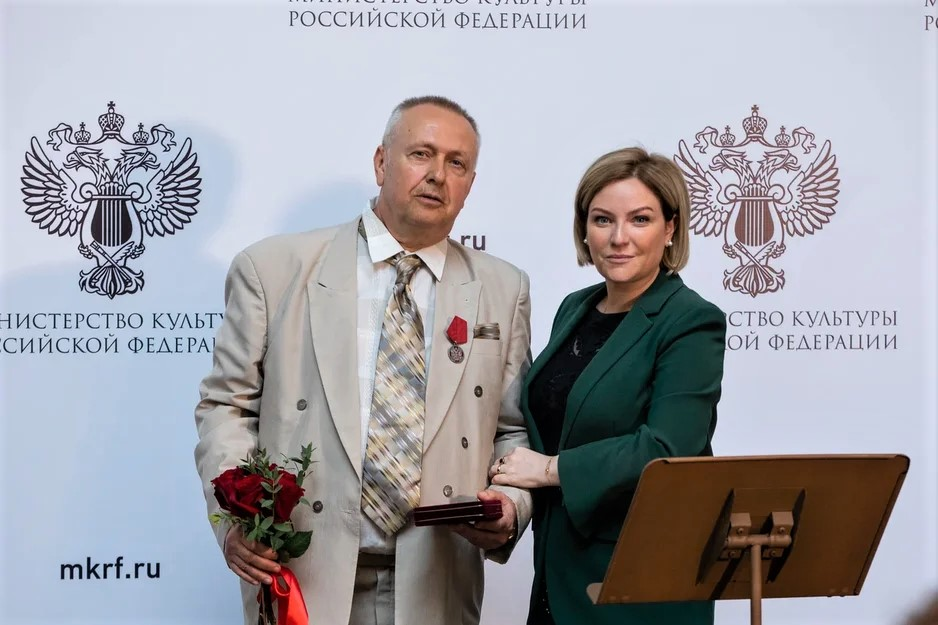
Ткач Лев Ефимович с министром культуры РФ Ольгой Любимовой

Лев Ефимович Ткач является обладателем грамот и благодарностей Советского союза, Молдавской ССР, Российской Федерации, города Москвы и культурных организаций, в том числе Почетной грамотой Министерства культуры Российской Федерации «За большой вклад в развитие культуры», благодарностью Секретариата Союза композиторов СССР за подписью Т. Н. Хренникова, дипломом творческого союза мастеров-художников и реставраторов музыкальных инструментов «За успешную деятельность на посту директора Государственной коллекции и возврат России ранее утраченной скрипки неизвестного итальянского мастера».
Указом Президента РФ В. В. Путина в декабре 2020 года награждён медалью «За заслуги перед Отечеством».

Лев Ткач является членом многих творческих организаций, таких как Международный Союз музыкальных деятелей, Союз композиторов Российской Федерации, Московское музыкальное общество, Союз мастеров и реставраторов музыкальных инструментов.